# Eunicea clavigera
Eunicea clavigera is een zachte koraalsoort uit de familie Plexauridae. De koraalsoort komt uit het geslacht Eunicea. Eunicea clavigera werd in 1961 voor het eerst wetenschappelijk beschreven door Bayer. 